# Brian G. W. Manning
Brian G. W. Manning (Birmingham, 14 maggio 1926 – Worcestershire, 10 novembre 2011) è stato un astronomo britannico.
Manning ha scoperto numerosi asteroidi.
| Asteroidi scoperti: 19 | Asteroidi scoperti: 19 | Asteroidi scoperti: 19 |
| ---------------------- | ---------------------- | ---------------------- |
| 4506 Hendrie           | 24 marzo 1990          |                        |
| 4751 Alicemanning      | 17 gennaio 1991        |                        |
| 6156 Dall              | 12 gennaio 1991        |                        |
| 6191 Eades             | 22 novembre 1989       |                        |
| 7239 Mobberley         | 4 ottobre 1989         |                        |
| 7465 Munkanber         | 31 ottobre 1989        |                        |
| 7519 Paulcook          | 31 ottobre 1989        |                        |
| 7573 Basfifty          | 4 novembre 1989        |                        |
| 8166 Buczynski         | 12 gennaio 1991        |                        |
| 8545 McGee             | 2 gennaio 1994         |                        |
| 8914 Nickjames         | 25 dicembre 1995       |                        |
| 10381 Malinsmith       | 3 settembre 1996       |                        |
| 10515 Old Joe          | 31 ottobre 1989        |                        |
| 10538 Torode           | 11 novembre 1991       |                        |
| 15347 Colinstuart      | 26 ottobre 1994        |                        |
| 24728 Scagell          | 11 novembre 1991       |                        |
| 52633 Turvey           | 30 novembre 1997       |                        |
| 69273 Derbyastro       | 4 ottobre 1989         |                        |
| (100690) 1997 YY6      | 25 dicembre 1997       |                        |